# Никольское-Прозоровское
Нико́льское-Прозоро́вское (историческое название Шипилово) — заброшенная усадьба князей Прозоровских в Мытищинском районе Московской области, неподалёку от Марфино.

## История названия
Усадьба сформировалась на базе населённых пунктов Шипилово и Николо-Прозорово в конце XVIII в. В писцовой книге 1548 г. упоминается с. Шипилово. Наличие здесь деревянной церкви Николая Чудотворца обусловило появление двойного названия: в 1623 г. — Шипилово, Никольское тож. На плане Генерального межевания 1784 г. указано Никольское. В 1862 году впервые в названии появилось указание фамилии владельцев: Никольское (Прозоровское, Прозорово, Шипилово). К началу XX века название Шипилово забылось, стали употребляться: Никольское-Прозорово (1912), Николо-Прозоровское (1926) и Николо-Прозорово.

## Владельцы
В первой половине XVI века село Шипилово принадлежало князю Василию Семёновичу Серебряному, род которого прекратился на его сыне. Позже эта местность числилась за боярином Никитой Юрьевым, который выстроил здесь деревянную церковь в честь святителя Николая Чудотворца. В начале XVII века во владение вступили князья Прозоровские: Семён и Матвей Васильевичи. В последующем шипиловская вотчина была раздроблена между несколькими ветвями рода Прозоровских; в петровское время одна из частей оказалась в руках Б. А. Голицына. К 1747 году имение полностью перешло в собственность генерал-аншефа князя Ивана Прозоровского. 
Существующая Никольская церковь была выстроена в 1792 году генерал-майором А. И. Прозоровским,  в ней же и похороненным. После смерти унаследовавшего усадьбу фельдмаршала А. А. Прозоровского, наследников мужского пола не имевшего, в права наследования вступил его троюродный брат, родной брат Андрея Ивановича, генерал-поручик И. И. Прозоровский, один из последних представителей этого древнего рода.
В середине XIX века внучка И. И. Прозоровского, княгиня Варвара Юрьевна Трубецкая (1828—1901), выстроила в подражание формам расстрелиевского барокко большой двухэтажный дом, завершённый луковичными фронтонами, и два флигеля. Её муж, П. П. Трубецкой (1822—1892), будучи дипломатом, постоянно жил за границей (где у него родился бастард Паоло, впоследствии знаменитый скульптор), а дочь была женой французского аристократа из рода Биронов.
В пореформенное время Прозоровское принадлежало основателю Болшевской бумагокрасильни Францу Андреевичу Рабенеку, купцу В. Г. Сычёву (в 1890—1892 гг.), в начале XX века — Кузнецову. Последним владельцем (до 1917 года) был В. П. Рябушинский.

## Архитектурный ансамбль
Архитектурный ансамбль усадьбы окончательно сложился к середине XIX века и по состоянию на начало XXI века состоит из следующих  объектов: 
- Главный дом (сер. XIX века, в развалинах)
- Флигели (сер. XIX века)
- Никольская церковь с отдельно стоящей колокольней (1792) создана мастером классицизма из круга М. Ф. Казакова. Воссозданная недавно колокольня
- Грот (конец XVIII века)
- Летний домик (конец XVIII века)
- Оранжереи (конец XVIII века)

«Планировка ансамбля основана на двух взаимно перпендикулярных осях, первая проходит через центр жилого комплекса, пруд и главную аллею парка, вторая совпадает с подъездной дорогой и делит усадьбу на две различные по планировочной структуре части». Сохранилась часть пейзажного парка: гроты, руины, остатки оранжерей, пруд и готическая башня.

## Новейшее время
Кирпичный оштукатуренный двухэтажный дом пришёл в упадок в 1930-х годах, восстановлен в 1950-х с заменой перекрытий. Судя по фильму В. Мотыля «Лес» (1980), во время съёмок усадебный дом ещё находился в приличном состоянии.
На территории усадьбы (как и во многих других) в 1980-х годах строился санаторий. Но здания так и не были достроены, долгострой расположен в стороне от имения. Трёхъярусная колокольня возле церкви была разобрана.
Никольское-Прозоровское как усадьба-памятник уже давно пришла в запустение, однако церковь Николая Чудотворца к 2008 году была полностью отреставрирована (с заменой многих деталей оригинального убранства муляжами в современном вкусе). Восстановлена и колокольня. Сам усадебный дом пытались реставрировать, окружили забором, но вскоре работа встала.
В Мытищинском историко-художественном музее открыта экспозиция, посвящённая Никольскому-Прозоровскому.